# Z-33号驱逐舰
Z-33号（德語：Z 33）是纳粹德国海军于1940年代初建造的七艘1936A（动员）型驱逐舰之一。它于1940年12月22日开始在不来梅的德希马格威悉船厂铺设龙骨，1941年9月15日下水，至1943年2月6日交付使用。完工后，该舰便于9月对斯匹次卑尔根岛的袭击中受损，次年全年都在挪威水域度过。1944年7月，Z-33号又在英国飞机空袭提尔皮茨号战列舰期间被炸伤。当德国人自10月开始从挪威北部撤离时，该舰主要为运兵船队提供护航。1945年初，它在驶往波罗的海的途中搁浅，严重受损。在被拖到港口修理后，Z-33号及其护航舰再遭到盟军战斗轰炸机的袭击。它最终于4月初抵达波罗的海，却由于燃料短缺而作预备役搁置。该舰被转移至库克斯港，在战争结束前不久退役。
战后，幸存的德国军舰被盟军瓜分，Z-33号于1945年末被分配予苏联，至1946年初移交，并更名为敏捷号（俄语：Проворный）投入苏联海军服役。它于1954年被改造成训练舰，继而于次年沦为一艘宿营船。敏捷号在1960年的一场火灾中严重受损，至1962年拆解报废。

## 设计
1936A（动员）型驱逐舰较此前的1936A型略大，武器装备也更重。其水线长和全长分别为121.9米和127米，有12米的舷宽以及最大4.62米吃水深度；舰只的设计排水量为2,657吨，满载时则可达3,691吨。它由两台改良型瓦格纳-德希马格齿轮传动蒸汽轮机提供动力，各负责驱动一副直径为3.30米的三叶螺旋桨。过热蒸汽则由六台瓦格纳水管锅炉供应，其运行压力为70標準大氣壓（7,093千帕斯卡），温度450℃。动力装置可输出70,000匹軸馬力（52,000千瓦特）的功率，使该舰的设计航速达到36節（67每小時）；并得益于最多825吨的燃料油贮量，它还能够以19節（35每小時）的速度的巡航2,950海里（5,460）。舰只的标准船员编制为11－15名军官和305－321名水兵；若担任区舰队旗舰，则可额外配备4名军官和19名水兵。
舰只的主炮为五门150毫米45倍径36式鱼雷艇炮，其中两门安装在前部的双联装炮塔上，另外三门安装在主舰艛后部配备炮挡的单装炮座上。该舰的防空武器则由安装在与后部烟囱并排的一对双联装炮座上的四门37毫米42式全自动高射炮和十门20毫米38式高射炮（分别安装在一个四联装和五个单装炮座中）组成。此外，Z-33号还在水上部分的两个四联装动力操纵式底座上装备有八具533毫米鱼雷发射管，每个底座均提供两次重新装填，并可贮存最多60枚水雷。作为探测潜艇的工具，舰上也搭载有一套称为“群听装置”的被动式水听器，并可能安装有一套主动式声纳系统。在舰桥顶部则配备了FuMo-24/25型雷达以及FuMB-1“梅托克斯”型、FuMB-3“巴厘”型和FuMB-6“帕劳”型雷达探测器。

### 改动
Z-33号在竣工后便增加了一台FuMB-4“萨摩斯”型雷达探测器，1944－1945年间又以一台FuMO-63“霍恩特维尔”型雷达代替了舰艉探照灯。1945年4月上旬，一门150毫米炮被转移至其姊妹舰Z-34号舰上以替换受损的武器。大约在同一时间，Z-33号的高射炮也被拆除。当月晚些时候，当该舰受命驶向德意志湾时，这些武器被从装甲舰吕措号残骸中取下的武器所填补。到战争结束时，Z-33号的防空武器为五座双联装的十门37毫米炮以及一座四联装、两座双联装和四座单装的十二门20毫米炮。

## 历史
Z-33号最初是作为1938B型驱逐舰于1939年6月28日从不来梅哈芬的泽贝克船厂订购（建造序列为655），但战争海军在同年9月19日取消了订单，改为1936A（动员）型驱逐舰向不来梅的德希马格威悉船厂重新订购，建造序列为1003。它自1940年12月22日开始铺设龙骨，次年9月15日下水。由于战时人力和材料短缺，建造速度减慢，该舰直到1943年2月6日才交付使用。
完成战备训练后，Z-33号与Z-27号于7月22日一同驶往挪威北部，加入第一战斗集群（Kampfgruppe I）。它的首个作战任务是在9月初袭击斯匹次卑尔根岛的“西西里行动”，期间该舰的舰桥和舰体遭到海岸炮命中三十三次，造成3名船员死亡、25人受伤。在12月25日的“东线行动”中，Z-33号成为战列舰沙恩霍斯特号的护航舰之一，试图拦截驶往苏联的英国JW-55B号护航船队。但为了增加拦截船队的机率，所有护航驱逐舰都在第二天分离，因此并未参加随后的北角海战，而是于27日返回阿尔塔峡湾。该舰于1944年全年都留在了挪威水域。7月17日，在盟军针对战列舰提尔皮茨号的“福神行动”中，它遭到英国皇家海军舰队航空队的F4U海盜式戰鬥機扫射，但只受到表面损伤。修复工作历时五天。从10月开始，Z-33号又在“北极光行动”期间，为从芬兰和挪威北端的冰洋战线撤退的船队提供保障护航。12月27日以及次月3日，它还与Z-31号一起分别在洪宁斯沃格和哈默费斯特附近执行布雷行动。

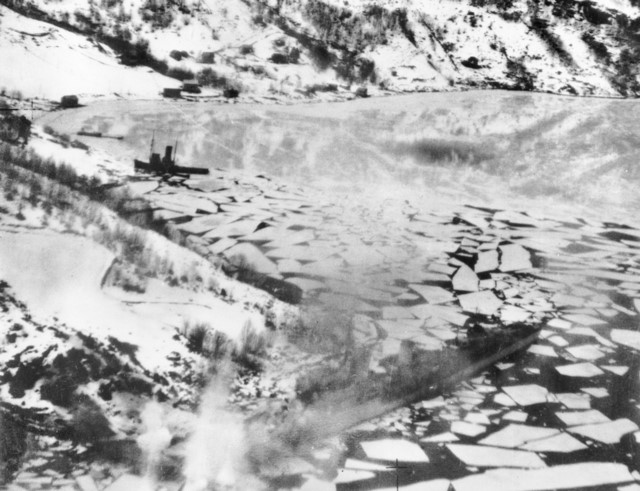
1945年2月9日，Z-33号遭到盟军飞机的攻击

1945年2月5日，Z-33号成为最后一艘从挪威北部启程归国的德国驱逐舰，却于两天后在布鲁湾搁浅。撞击严重损坏了它的左舷螺旋桨轴和螺旋桨，摧毁了两台涡轮机，并造成进水，不得不被拖至特隆赫姆接受紧急维修。但当途中该舰停泊在弗勒峡湾时，两天后又遭到了盟军英俊战士重型战斗机的袭击。Z-33号在袭击中遭到了进一步的破坏，但它和它的护航舰也击落了七架英俊战士，由于伤亡惨重，此举后来被参与空袭的飞行中队称为“黑色星期五”。维修完成后，该舰于3月26日驶往斯维讷明德，并于4月2日抵达。由于缺乏燃料，Z-33号在当地被搁置，没有参与进一步的战斗。在当局决定在苏联红军压境之前将该舰向西转移时，其舰上的防空武器被拆除移作他用。为此，Z-33号只能从严重损毁的装甲舰吕措号取下防空武器作为弥补。此外，由于当时部署上岸的船员中只有部分能够重新召集登舰，于是其他可用的海军人员也被征募来补充船员。4月27日，Z-33号从斯维讷明德启程西行，经基尔和布伦斯比特尔到达库克斯港。它在当地退役并最终被英国人缴获。
战争结束后，Z-33号于1945年6月由英德混编船员押运至威廉港，并进行了维修保养工作以保持其适航性，同时盟军则决定如何将幸存的德国海军舰艇作为战争赔款进行分配。该舰于1945年末被分配予苏联，并于1946年1月2日完成移交，然后启程前往拉脱维亚的利耶帕亚。它获重命名为“敏捷号”，随即被编入苏联海军的红旗波罗的海舰队服役。敏捷号自1954年11月30日曾临时担任训练舰，之后于1955年4月22日被重新归类为宿营船。1960年间，它因一场火灾而严重受损，并在系泊处沉没。该舰直到两年后才被打捞上岸，继而拆解报废。

## 脚注
1. ↑  Koop & Schmolke，第27頁.
2. 1 2 3  Gröner，第79頁.
3. ↑  Whitley，第68, 71–72, 201頁.
4. ↑  Sieche，第234頁.
5. ↑  Koop & Schmolke，第40頁.
6. ↑  Koop & Schmolke，第35, 40頁.
7. ↑  Koop & Schmolke，第24–25頁.
8. ↑  Whitley，第34頁.
9. 1 2 3 4  Koop & Schmolke，第114頁.
10. ↑  Whitley，第172頁.
11. ↑  Brown，第28頁.
12. ↑  Rohwer，第378, 384頁.
13. ↑  Nesbit，第228–230頁.
14. ↑  Goulter，第254頁.
15. ↑  Koop & Schmolke，第35, 114頁.
16. ↑  Whitley，第191–192頁.